# Flindersia amboinensis
Flindersia amboinensis är en vinruteväxtart som beskrevs av Jean Louis Marie Poiret. Flindersia amboinensis ingår i släktet Flindersia och familjen vinruteväxter. Inga underarter finns listade i Catalogue of Life.